# ۷۲۱ (قمری)
۷۲۱ (قمری)، هفتصد و بیست و یکمین سال در گاهشماری هجری قمری است. اول محرم این سال برابر با هشتم فوریه سال ۱۳۲۱ میلادی است.

## وابسته
- تقویم البلدان